# Olmos de Esgueva
Pour les articles homonymes, voir Olmos.
Olmos de Esgueva est une commune de la province de Valladolid dans la communauté autonome de Castille-et-León en Espagne.

## Sites et patrimoine
- Église paroissiale Saint-Pierre (San Pedro Apóstol).
- Chapelle de la Virgen del Pozo Bueno

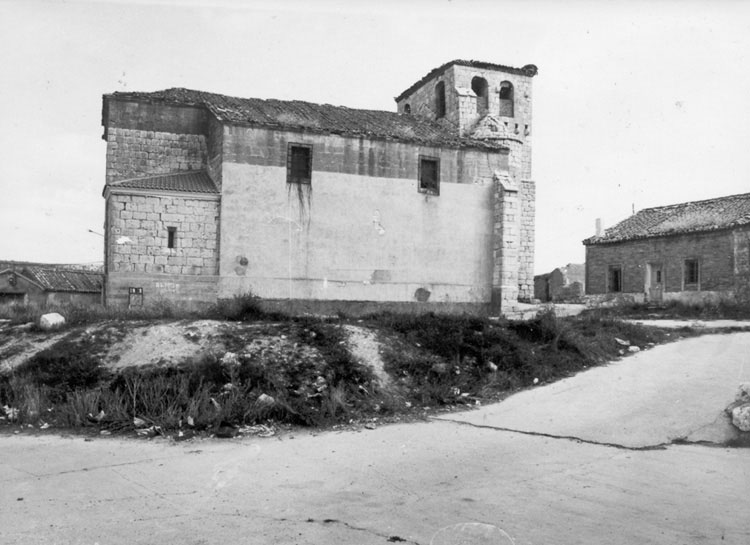
Église Saint-Pierre. Fondation Joaquín Díaz.
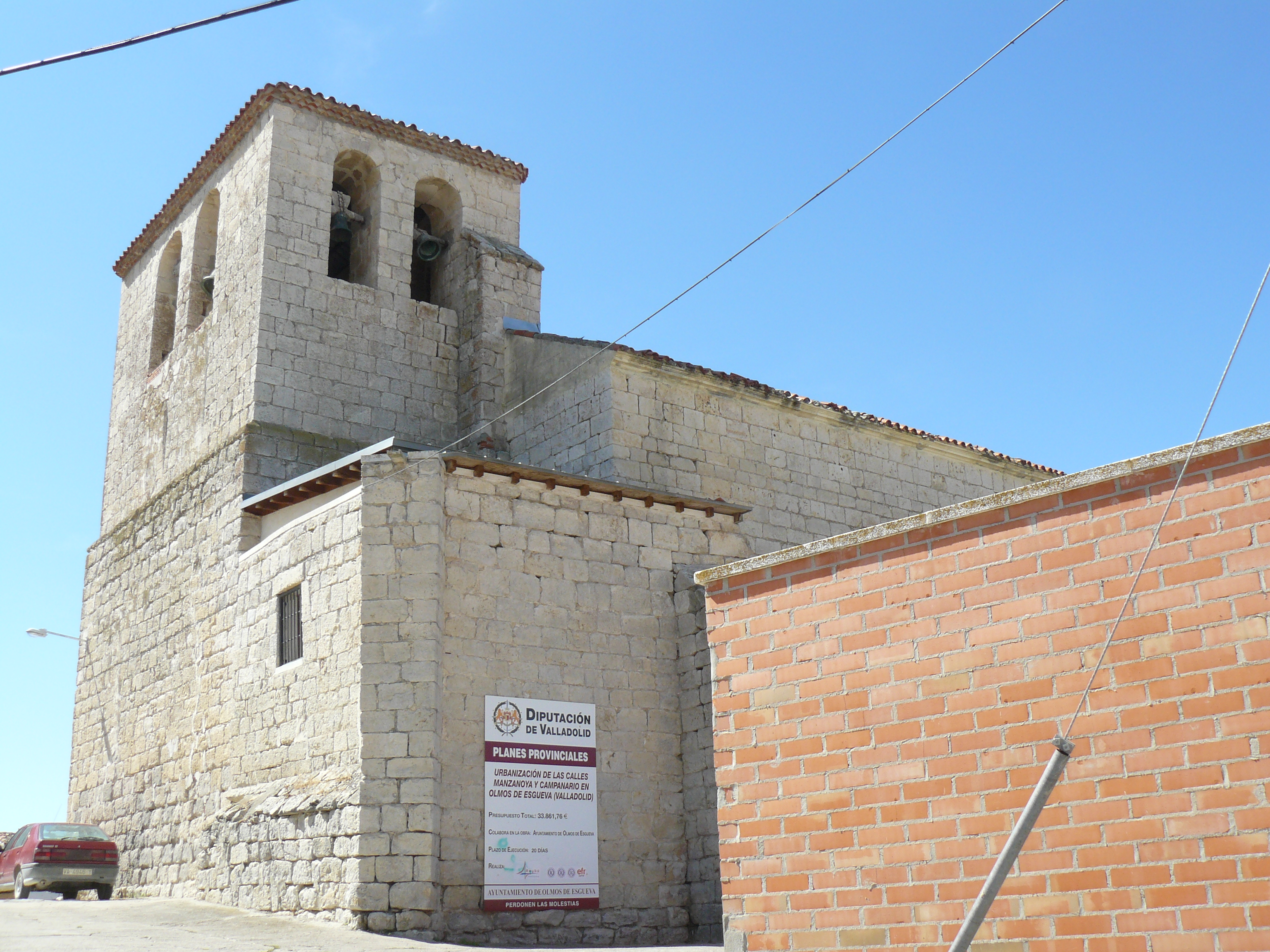
Église Saint-Pierre.